# Els ulls de la Júlia
Els ulls de la Júlia (títol original en castellà: Los ojos de Julia) és una pel·lícula espanyola de 2010 de suspens dirigida per Guillem Morales i protagonitzada per Belén Rueda. Ha estat doblada al català.

## Argument
La Júlia pressent que alguna cosa dolenta li ha passat a la seva germana, la Sara, i va a visitar-la, trobant morta. Tots els fets apunten que es tracta clarament d'un suïcidi. Malgrat tot, la Júlia és incapaç d'acceptar aquesta versió i comença a investigar les circumstàncies que envoltaven la vida de la seva germana, a la qual no visitava des de feia uns mesos. Però alguns inquietants indicis, que contradiuen el caràcter de Sara, i el descobriment que la seva germana s'havia apartat completament dels seus veïns i amics només fan augmentar en ella les sospites que alguna cosa estranya s'amaga després de la seva mort. Descobreix que hi ha algú que la segueix, a tot arreu, i comença una recerca per trobar a aquesta persona.

## Repartiment
- Belén Rueda: Julia / Sara.
- Lluís Homar: Isaac.
- Julia Gutiérrez Caba: Solitud.
- Francesc Orella: Inspector Dimas.
- Pablo Derqui: Angel / Iván / Ombra.
- Joan Dalmau
- Hèctor Claramunt
- Daniel Grao
- Boris Ruiz
- Víctor Benjumea: el vigilant d'aparcament.
- Carlos Fabregas
- Dani Codina: el veritable infermer Iván.
- Òscar Foronda
- Laura Barba
- Marcos Fernández: Carles.
- Alejandra Franco

## Producció
Guillermo del Toro va treballar per segona vegada com a productor per a una producció de gènere espanyol i va coproduir la pel·lícula amb Joaquín Padró i Mar Targarona per Rodar y Rodar Cine y Televisión. La pel·lícula estarà protagonitzada per Belén Rueda i Lluís Homar. Guillem Morales va escriure el guió en col·laboració amb Oriol Paulo. La pel·lícula està cofinançada per Ocus Features International.

## Estrena
La pel·lícula es va estrenar el 20 d'octubre de 2010 a Espanya, alçant-se el primer cap de setmana en el primer lloc amb més d'1,2 milions d'euros recaptats. Després de 7 setmanes, Els ulls de la Júlia portava recaptats ja gairebé 7 milions d'euros, i ha estat venuda a diferents països.

## Banda sonora
La BSO de la pel·lícula fou composta per Fernando Velázquez.

## Rebuda
- "Psychothriller amb ressons d'Alfred Hitchcock i del Michael Powell de 'El Fotògraf del Pànic' (...) Un exercici de gènere d'impecable confecció (...) Puntuació: ★★★★ (sobre 5)"[3]
- "Morales còpia i molt, de Argento i Bava i tot el giallo en general, de diversos títols de Hitchcock (...) la pel·lícula cau en picat quan es veu obligada a començar a donar respostes (...) Puntuació: ★★ (sobre 5)"[4]
- "Amb cert retrogust a 'giallo' molt mal digerit. (...) sofisticada posada en escena (...) prefereix refugiar-se en la tebiesa de l'exercici d'estil filogótic -poc problemàtic per definició- abans que agafar per les banyes al toro dels tabús"[5]